# Adalbertstraße 108 (München)

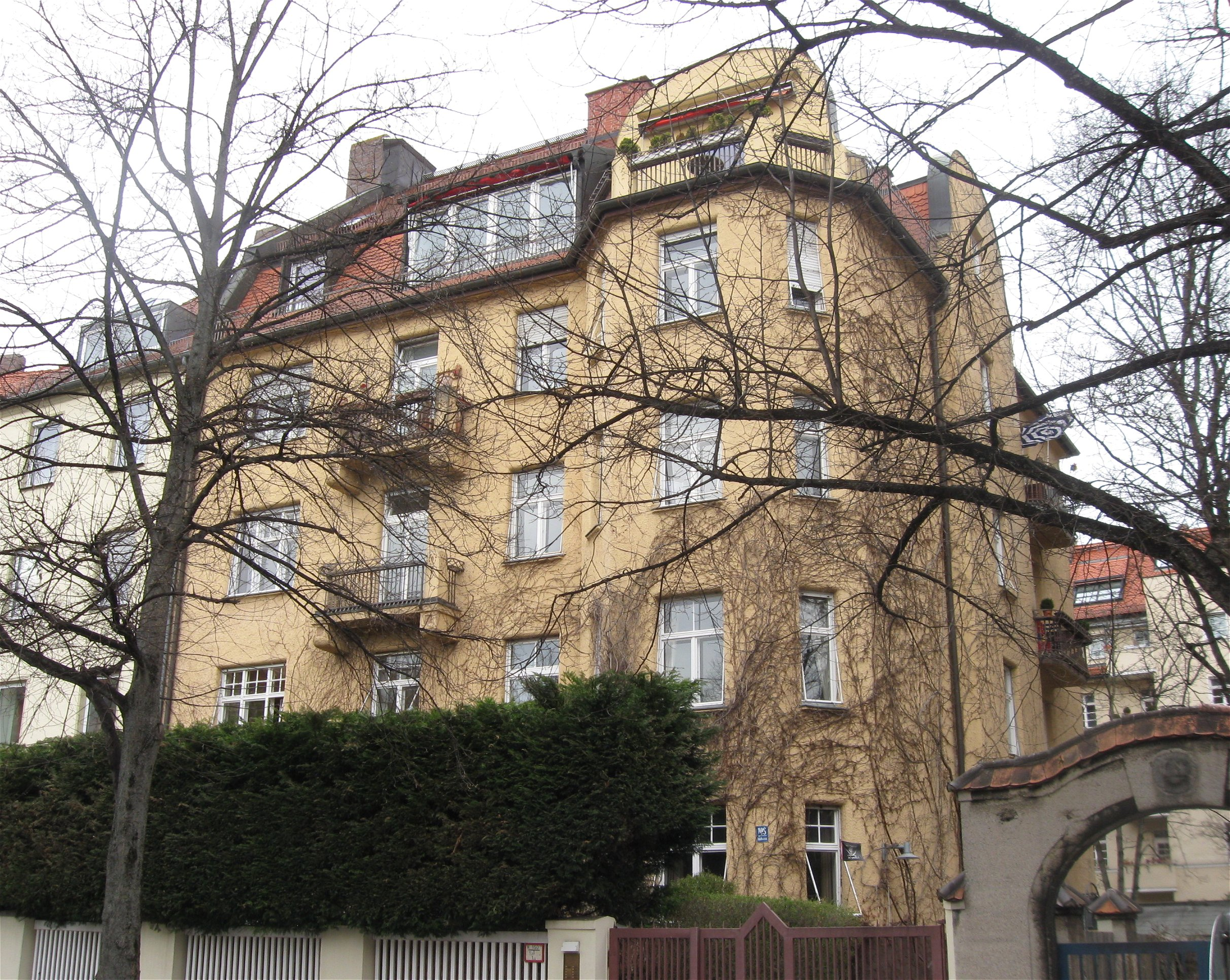
Haus Adalbertstraße 108 in München

Das Gebäude Adalbertstraße 108 im Stadtteil Maxvorstadt der bayerischen Landeshauptstadt München ist ein geschütztes Baudenkmal.
Der viergeschossige Jugendstilbau in der Adalbertstraße wurde 1904 von Carl Jäger für den Möbelschreiner Oskar Matthes errichtet. Die Bauausführung erfolgte durch die Bauunternehmung Liebergesell & Lehmann. Nach den Schäden im Zweiten Weltkrieg wurde das Dach wiederhergestellt und die Fassade geglättet. Das Mietshaus besitzt ein Mansardwalmdach, einen polygonalen Eckerker und Zwerchgiebel. 
Der heutige Dachausbau stammt aus den Jahren 1989 bis 1991.